# Lichtburg (Berlin)

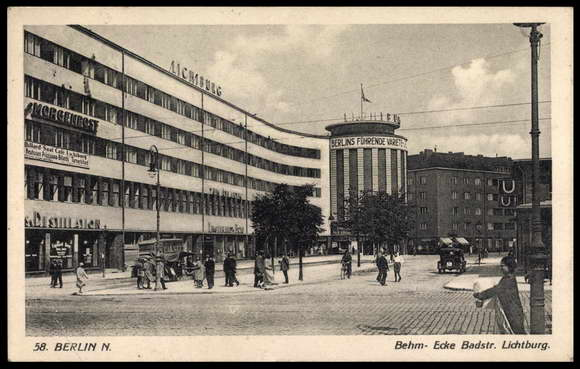
Lichtburg 1931

Die Lichtburg war ein Großkino im Berliner Stadtteil Gesundbrunnen. Sie wurde 1929 nach einem Entwurf des Architekten Rudolf Fränkel in unmittelbarer Nachbarschaft zum Bahnhof Berlin Gesundbrunnen (in der Behmstraße zwischen Bad- und Heidebrinker Straße) errichtet.

## Geschichte

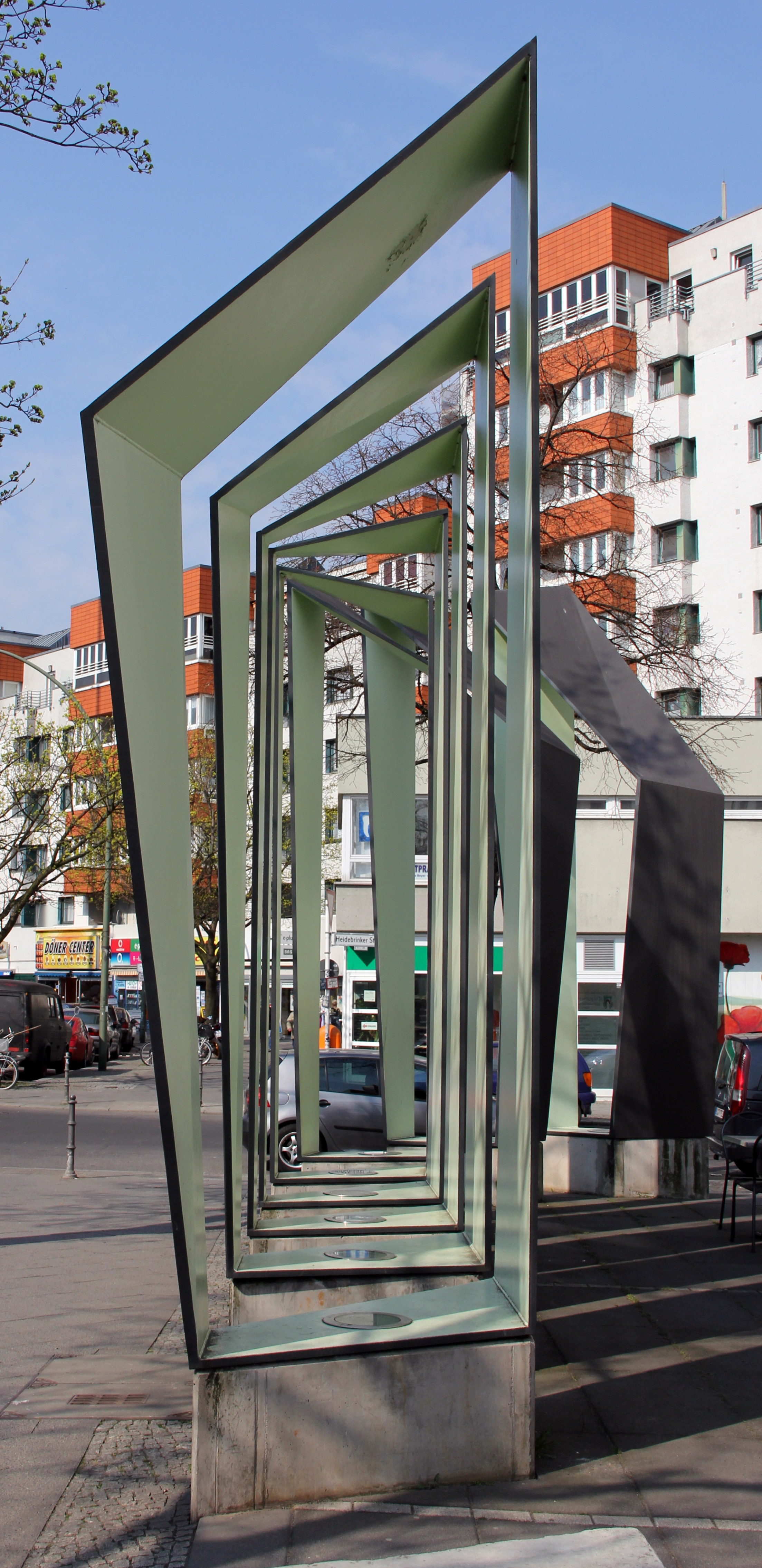
Skulptur „Phantom der Lichtburg“, Behmstraße 9, in Berlin-Gesundbrunnen

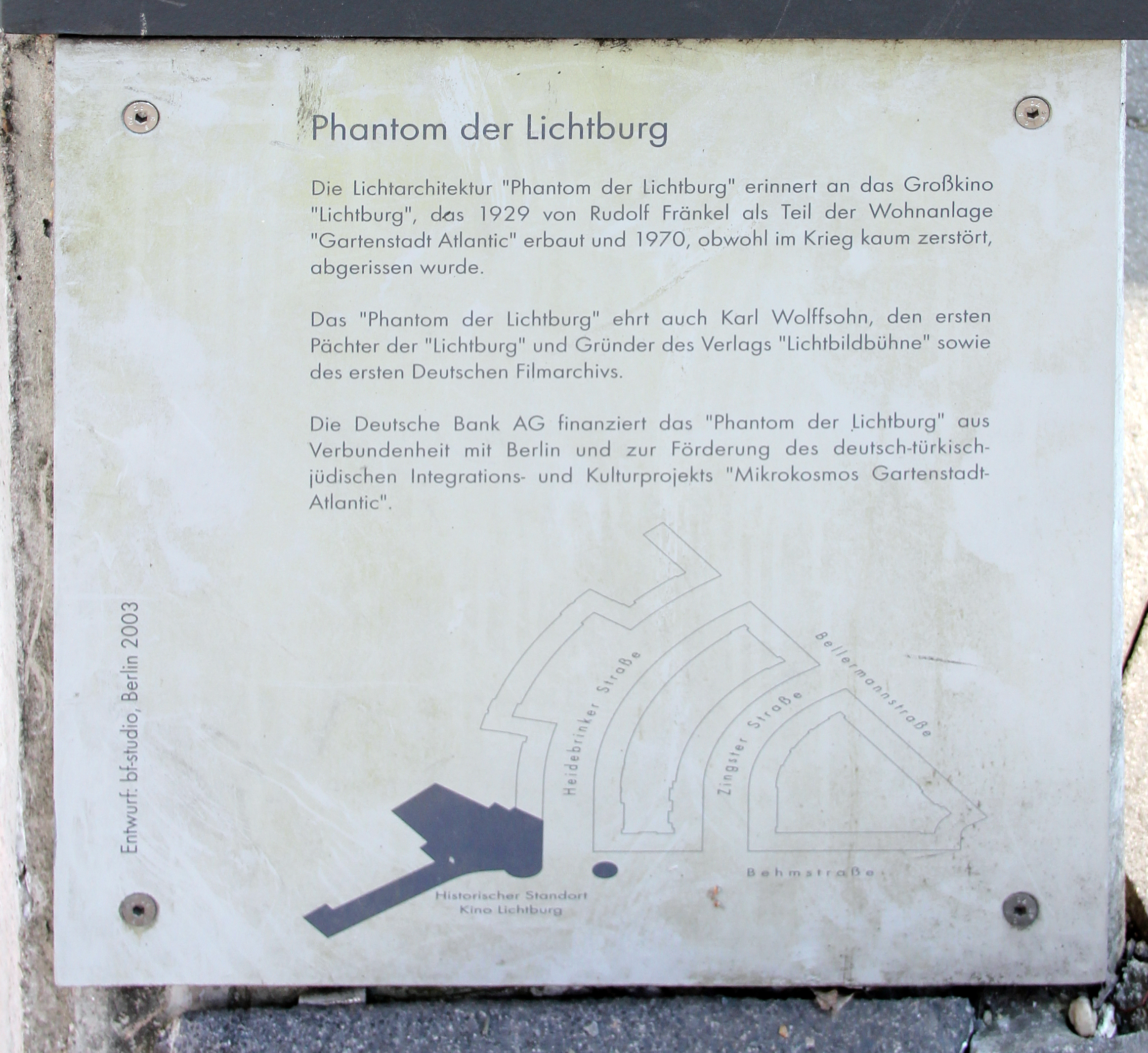
Gedenktafel, Behmstraße 9, in Berlin-Gesundbrunnen

Der Bau des Berliner Großkinos wurde von der im November 1928 gegründeten Lichtburg Theaterbetriebs-Gesellschaft mbH in Auftrag gegeben. Am 25. Dezember 1929 wurde die Lichtburg eröffnet. Sie bildete das soziale, kulturelle und städtebauliche Herzstück der ebenfalls von Rudolf Fränkel entworfenen Gartenstadt Atlantic (seit 2001 existiert in dem Kontext, die dazugehörige "Lichtburg-Stiftung"). Die Lichtburg war seinerzeit eines der bedeutendsten Kino- und Varietétheater Deutschlands – Amüsierpalast mit über 2000 Sitzplätzen, Tanz- und Festsälen, Restaurants, Bars, Cafés, Kegelbahnen und Vereinszimmern.
Seit 1931 war der jüdische Verleger und Kinopionier Karl Wolffsohn Pächter und Betreiber des Großkinos. 1939 erfolgte die „Arisierung“ der Lichtburg, nachdem Wolffsohn mit Hilfe amerikanischer Investoren 1937 die Gartenstadt Atlantic einschließlich des Lichtspielhauses käuflich erworben hatte. Nachher wurde das Haus unter der Leitung des Kammersängers Walter Kirchhoff als populäres Operntheater betrieben.
In den letzten Tagen des Zweiten Weltkriegs wurde der Bau erheblich beschädigt. Teile des Kinos wurden notdürftig wieder aufgebaut, nachdem das Foyer der Roten Armee vorübergehend als Pferdestall gedient hatte. 1947 erfolgte die Wiedereröffnung unter dem Namen Corso-Theater, mit zunächst Operetten-Programmen. Zur Wiedereröffnung fand die Uraufführung der Operette Chanel Nº 5 von Friedrich Schröder statt.
Bis zum Mauerbau besuchten vor allem zahlreiche Ostberliner das Grenzkino im französischen Sektor. Die Isolation des Bezirks Wedding infolge der Teilung Berlins führte 1962 zur Schließung des Kinos. Anschließend diente das Ensemble dem Senat noch einige Jahre als Weizen- und Konservendepot. Im Zuge umfassender Sanierungsprogramme erfolgte schließlich 1970 der Abriss des denkmalgeschützten Gebäudekomplexes.
Heute erinnert eine Skulptur vor dem interkulturellen Zentrum des Lichtburgforums an die einst legendäre Spielstätte. An der Grenze der Berliner Ortsteile Gesundbrunnen und Prenzlauer Berg befindet sich der nach dem Großkino benannte Lichtburgring.

## Architektur
Der Ausführungsentwurf Fränkels von 1929 versinnbildlicht den Enthusiasmus, der in jenen Jahren mit dem neuen Medium Kino verbunden war. Die Architektursprache der Lichtburg erinnert an wegweisende Projekte der Zeit von Architekten wie Erich Mendelsohn mit ihren charakteristischen, meist horizontalen Gliederungen und dem expressiven Spiel markant hervortretender Rundungen.
Fränkels Entwurf der Lichtburg zeichnete sich durch einen spannungsreichen Wechsel von waagerechten und senkrechten Bändern aus. Das Ensemble bestand aus zwei horizontal gegliederten Flügelbauten – einem fünfgeschossigen an der Behmstraße und einem viergeschossigen zur untergeordneten Heidebrinker Straße hin – zwischen denen die Haupträume des Kinos angeordnet waren. Der elegante Fassadenrückschwung des linken Flügelbaus und das im Anschluss kühne Hervorspringen einer vertikal gegliederten Foyer- und Saalrotunde am Schnittpunkt beider Straßen stellten eine überzeugende Ecklösung dar.
Nachts dominierten die Vertikalen das Erscheinungsbild, die sich aus 15, im Halbrund angeordneten, durchlaufenden Fensterbändern aus weißem Opalglas ergaben, welche von insgesamt 1000 Glühbirnen hinterleuchtet wurden. Die Verglasungen des Eingangsbereichs mit integrierten Leuchtkästen für Kinowerbung erzeugten zudem einen schwebenden Charakter des 22,5 Meter hohen Baukörpers, der vom flachen Zylinder eines gläsernen Dachpavillons bekrönt wurde.
Von hier aus strahlten drei rotierende Marinescheinwerfer mit Parabolspiegeln Lichtsignale weit in die Umgebung hinaus. Auf der Dachkante schließlich bildete der Schriftzug „Lichtburg“ aus 1,20 Metern hohen, roten Leuchtbuchstaben, der sich auf dem Flügel der Behmstraße wiederholte, den oberen Abschluss. Das Prinzip des Kinos – der Lichtprojektion im dunklen Raum – wurde somit durch das Beleuchtungskonzept buchstäblich nach außen in den nächtlichen Kontext des Stadtraums übertragen.
Führende Fachmagazine wie zum Beispiel die Bauwelt berichteten über die Eröffnung des Großkinos. Gelobt wurde neben der architektonischen und städtebaulichen Geste auch die zukunftsweisende technische Ausstattung und gelungene räumliche Organisation. Explizit hingewiesen wurde unter anderem auf ein neuartiges Konzept zweiseitig bedienbarer Garderoben, das eine störungsfreie Lenkung der Besucherströme durch getrennte Ein- und Ausgänge ermöglichte.
Siehe auch: Lichtburg (Essen)